# ミネルヴァ (F 551)
ミネルヴァ（Minerva、F 551）はイタリア海軍のミネルヴァ級コルベットの1番艦。

## 就役
同艦はリヴァ・トリゴソ造船所で建造され、1986年3月25日に進水して、1987年6月10日にラ・スペツィアの司令部で海軍に引き渡され、アウグスタ海軍基地に配属され、主に哨戒、監視および沿岸防衛任務に就き、特にシチリア海峡での漁業監視および渡航する船の制御任務に就いた。
同艦は1988年10月22日にメストレのANMIからベニスで軍旗を授与された。
同艦はユーゴスラビア紛争中のアドリア海における違法な人身売買の抑圧およびアルバニアからの難民のコントロールのためのシャープガード作戦およびシャープフェンス作戦に従事した。
同艦は沿岸監視および防衛を目的とした哨戒部隊司令部であるCOMFORPATのコルベット戦隊に有機的に属しており、作戦訓練でのブリッジ当直（AGPO）資格や、飛行機およびヘリコプターの訓練（Tir.AerおよびTir.Eli）、士官の操縦訓練（Tir.M.Uff）などの海軍指揮学校（SSCN）セッションといったCOMFORPATの訓練活動にも参加していた。
2012年8月15日のF.O.M.第33号に基づき、同艦は稼働率低下表（R.T.D.）に載せられ、その後、2015年5月15日の海軍参謀部の規定に伴い2015年5月15日に退役し、解体されるために除籍された。
2015年6月25日に、シチリア方面海軍兵站司令部のニコラ・デ・フェリーチェ准将が同型艦シビッラと同艦をフィンカンティエリへの正式の移管文書が発行された。2艦はアウグスタ海軍基地から曳航されてジェノヴァに向かい、ここで改修と調整が行われた後にバングラデシュの沿岸警備隊に引き渡された。

## 名称
ミネルヴァという艦名は、ユーピテルとメーティスの娘で、正義の戦争、戦略、知恵、才能、実用的な芸術（建築、エンジニアリング、科学、数学、幾何学、工芸、織物）の女神とされ、またギリシア神話のアテーナーに相当する存在で、織機や戦車の発明者でもあるローマ神話の女神に由来する。ローマ人は、3月15日のイードゥース・マルティアエの後の5日目からの3月19日から23日までの間を「クインカトリア」と呼ぶ彼女の祭日としていた。ミネルウァの信仰はカンピドリオの丘で行われ、ユーピテル、ユーノーとともにカンピドリオの三位一体であった。現在のローマでは、パンテオンの近くにあるミネルヴァ広場を訪れることができる。

## 歴史
同じミネルヴァという艦名を有する先任の艦は、モンファルコーネのC.R.D.A.造船所で建造されたガッビアーノ級コルベットで、1943年にイタリア王立海軍に就役し、第二次大戦後はイタリア海軍に属して1969年まで現役だった。

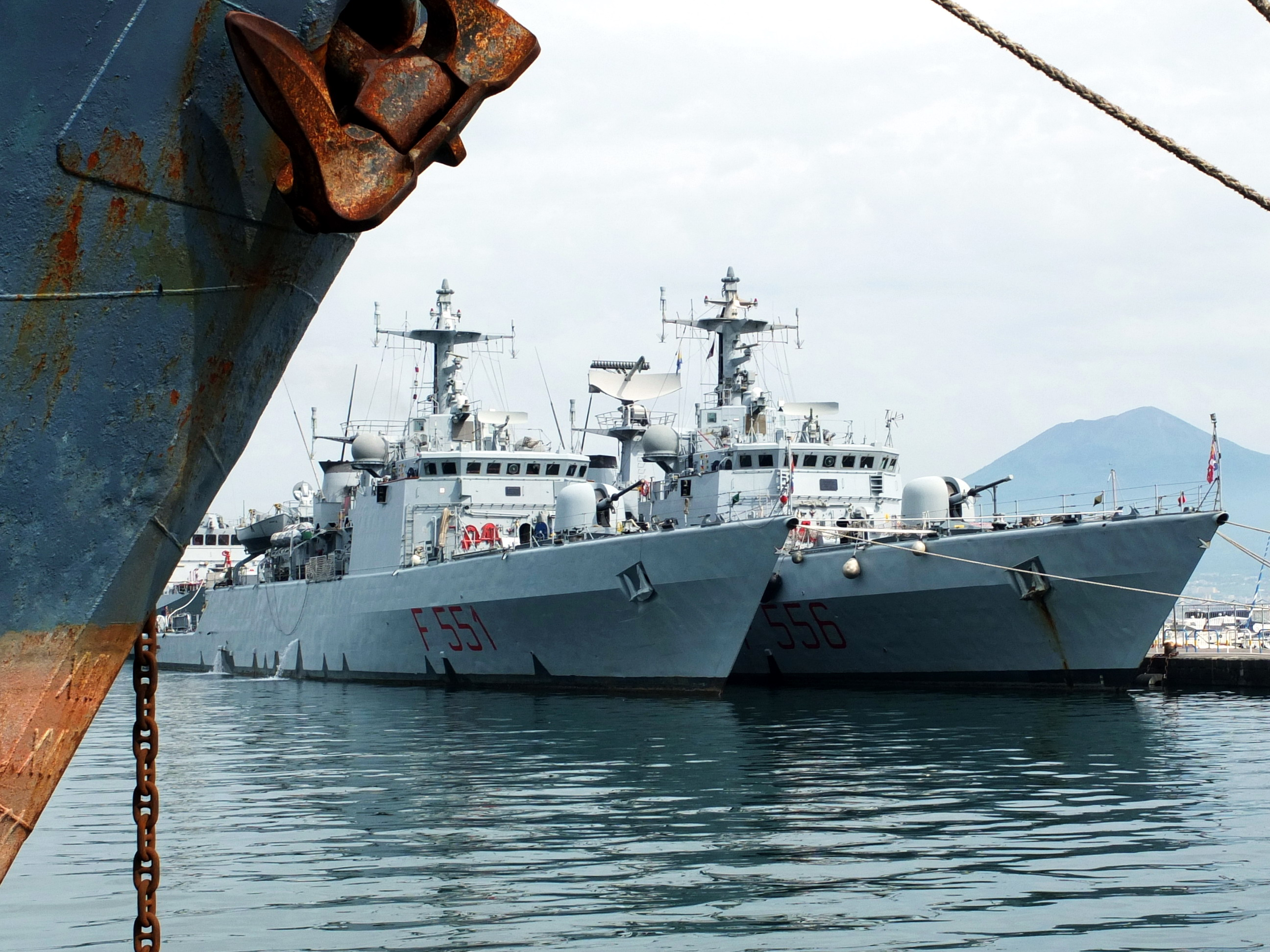
カステッランマーレ・ディ・スタービアに同型艦キメラとともに停泊するミネルヴァ
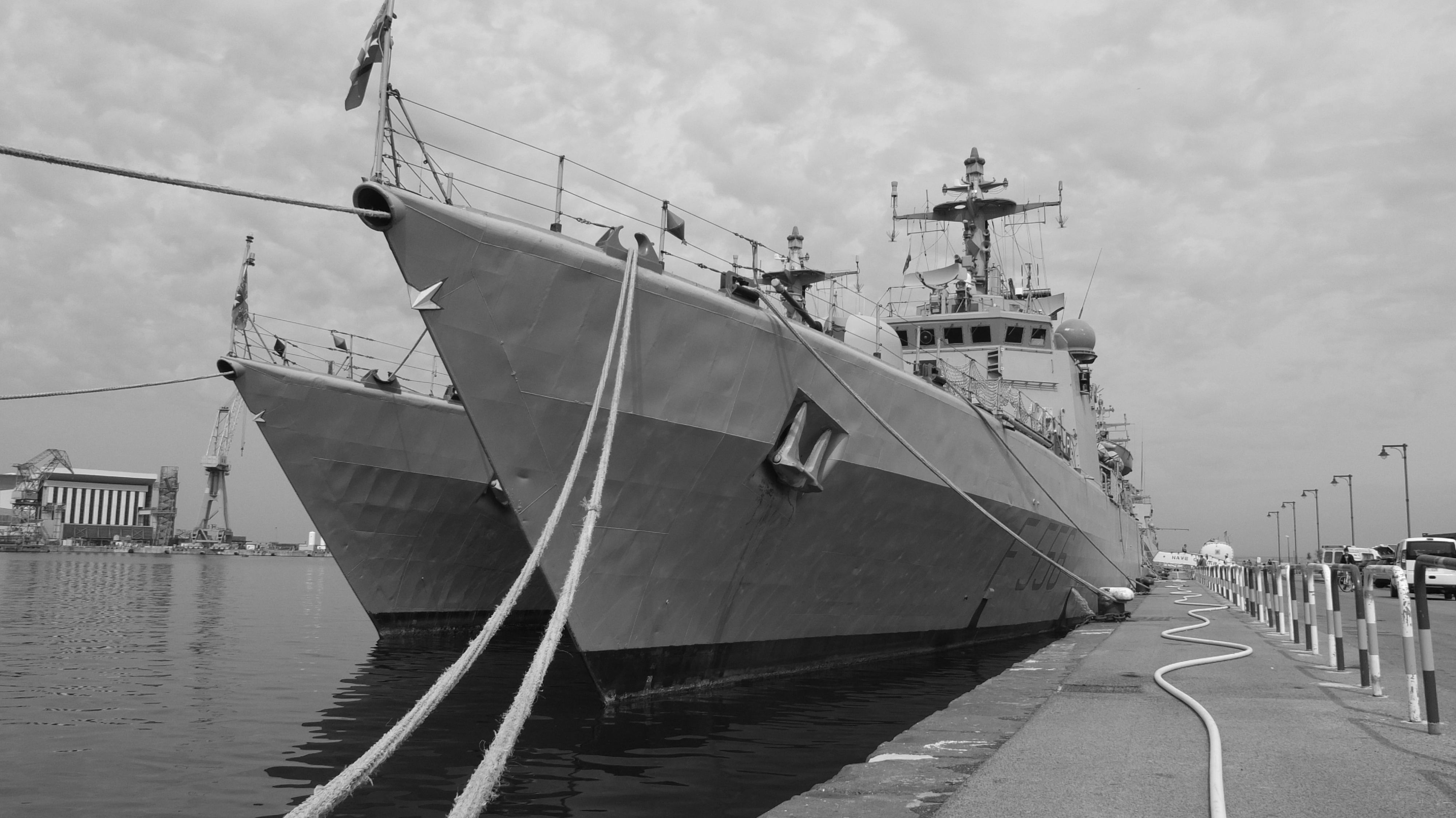
キメラと並んで係留されたミネルヴァ
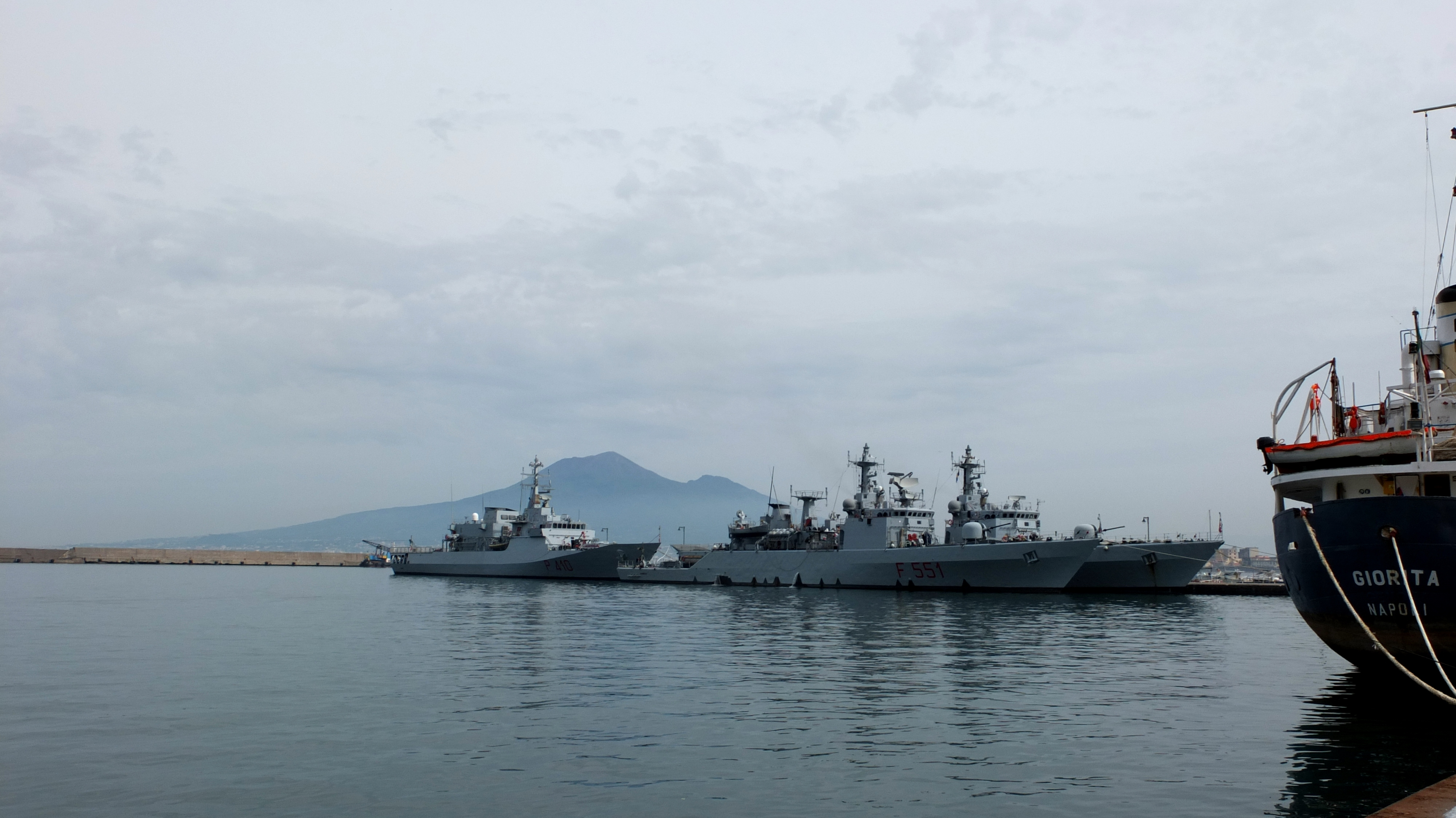
オリオーネ（イタリア語版）に係留されたミネルヴァ